# آرتور لاکهد
آرتور لاکهد (انگلیسی: Arthur Lochhead؛ ۸ دسامبر ۱۸۹۷ – ۳۰ دسامبر ۱۹۶۶) یک بازیکن فوتبال اهل اسکاتلند بود.
از باشگاه‌هایی که در آن بازی کرده‌است می‌توان به باشگاه فوتبال منچستر یونایتد، باشگاه فوتبال هارت آف میدلوتیان، و باشگاه فوتبال لستر سیتی اشاره کرد.